# Capacità di canale
La capacità di canale, in informatica e nella teoria dell'informazione, è "il più piccolo limite superiore" alla quantità di informazione che può essere trasmessa in maniera affidabile su un canale. Secondo il teorema della codifica di canale la capacità di canale di un certo canale è il massimo tasso di trasferimento di dati che può fornire il canale per un dato livello di rapporto segnale/rumore, con un tasso di errore piccolo a piacere.  
La teoria dell'informazione, sviluppata da Claude Shannon durante la Seconda guerra mondiale, definisce la capacità di canale e fornisce un modello matematico per calcolarla. Il risultato principale stabilisce che la capacità di canale è data dal massimo dell'informazione mutua tra l'ingresso e l'uscita di un canale, dove la massimizzazione è condotta rispetto alla distribuzione del segnale d'ingresso.

## Formule generali
- Segnale ideale

La capacità di canale si ricava con la seguente formula generica:
{\displaystyle \ C=2B}
dove B è la banda. Questa formula è valida solo in presenza di un segnale ideale sprovvisto di codifica e di rumore. 
- Segnale con codifica

Quando un segnale è libero da rumore ma in esso è presente una codifica, è valida la seguente formula:
{\displaystyle C=2B\log _{2}M\ }
dove B è la banda e M rappresenta il numero di livelli della codifica. 
- Segnale con codifica e rumore

Quando in un canale è presente sia rumore che codifica, è valida la formula:
{\displaystyle C=B\log _{2}\left(1+{\frac {S}{N}}\right)\ }
dove B è la banda, S rappresenta il segnale e N il rumore, quindi S/N rappresenta il rapporto segnale/rumore.

## Definizione formale

Dati X, che rappresenta lo spazio dei segnali che possono essere trasmessi ed Y, che rappresenta lo spazio dei segnali ricevuti durante un blocco di tempo all'interno del canale. Sia
{\displaystyle \ p_{Y|X}(y|x)}
la funzione di probabilità condizionata di Y dato X. 
Modellando il canale come un sistema statistico noto, {\displaystyle p_{Y|X}(y|x)} è una proprietà fissata che dipende dal canale di comunicazione (poiché rappresenta la natura del rumore al suo interno). Dunque la probabilità congiunta
{\displaystyle \ p_{X,Y}(x,y)}
di X e Y è completamente determinata dal canale e dalla scelta della probabilità marginale dei segnali all'ingresso del canale
{\displaystyle \ p_{X}(x)=\int _{y}p_{X,Y}(x,y)\,dy}
La probabilità congiunta può esser ricavata utilizzando l'identità
{\displaystyle \ p_{X,Y}(x,y)=p_{Y|X}(y|x)\,p_{X}(x)}
Sotto questi vincoli, bisogna massimizzare la quantità di informazione che può essere comunicata attraverso il canale.
Un'appropriata misura è dunque l'informazione mutua {\displaystyle I(X;Y)}; il massimo di questa informazione mutua è chiamata capacità di canale ed è data da
{\displaystyle \ C=\sup _{p_{X}(x)}I(X;Y)\,}

## Legame con il teorema della codifica di canale
Secondo il teorema della codifica di canale per ogni ε > 0 e per ogni tasso R, minore della capacità di canale C, c'è uno schema di codifica e di decodifica che può essere utilizzato per assicurare che la probabilità d'errore sul blocco sia minore di ε per un codice sufficientemente lungo. Inoltre per ogni tasso superiore alla capacità di canale, la probabilità di errore sul blocco ricevuto tende ad uno quando la lunghezza del blocco tende ad infinito.

## Legame con il teorema di Shannon-Hartley
Un'applicazione del concetto di capacità di canale al canale a rumore additivo gaussiano bianco di banda B Hz e rapporto segnale/rumore S/N è il teorema di Shannon-Hartley:
{\displaystyle C=B\log \left(1+{\frac {S}{N}}\right)\ }
C è misurata in bit per secondo se il logaritmo è preso in base 2 o in Nat se è usato il logaritmo naturale; il rapporto segnale/rumore è un rapporto tra potenze, non in decibel.